# Phare de Great Beds
Le phare de Great Beds (en anglais : Great Beds Light), est un phare offshore à caisson situé dans la baie de Raritan, une zone de la Lower New York Bay devant South Amboy dans le Comté de Middlesex, New Jersey. 
Il est inscrit au Registre national des lieux historiques depuis le 29 mai 2008 sous le n° 08000467.

## Description
Le phare  est une tour cylindrique en fonte avec double galerie et lanterne de 18 m de haut, montée sur un caisson en fonte. La tour est peinte en blanc ainsi que la lanterne.
Il émet, à une hauteur focale de 19 m, un éclat rouge de 0.6 seconde par période de 6 secondes. Sa portée est de 6 milles nautiques (environ 11 km). 

## Caractéristiques dufeu maritime
Fréquence : 6 secondes (R)
- Lumière : 0.6 seconde
- Obscurité : 5.4 secondes

Identifiant : ARLHS : USA-344 ; USCG : 1-36430 ; Admiralty : J1058 .

### Lien connexe
- Liste des phares du New Jersey